# اچ‌ام‌اس آملیا (۱۷۹۶)
اچ‌ام‌اس آملیا (۱۷۹۶) (به انگلیسی: HMS Amelia (1796)) یک کشتی بود که طول آن ۱۵۱ فوت ۴ اینچ (۴۶٫۱۳ متر) بود. این کشتی در سال ۱۷۸۵ ساخته شد.